# Paradise Valley (Maroc)
 (mai 2018).
Si vous disposez d'ouvrages ou d'articles de référence ou si vous connaissez des sites web de qualité traitant du thème abordé ici, merci de compléter l'article en donnant les références utiles à sa vérifiabilité et en les liant à la section « Notes et références ».
Pour les articles homonymes, voir Paradise Valley.

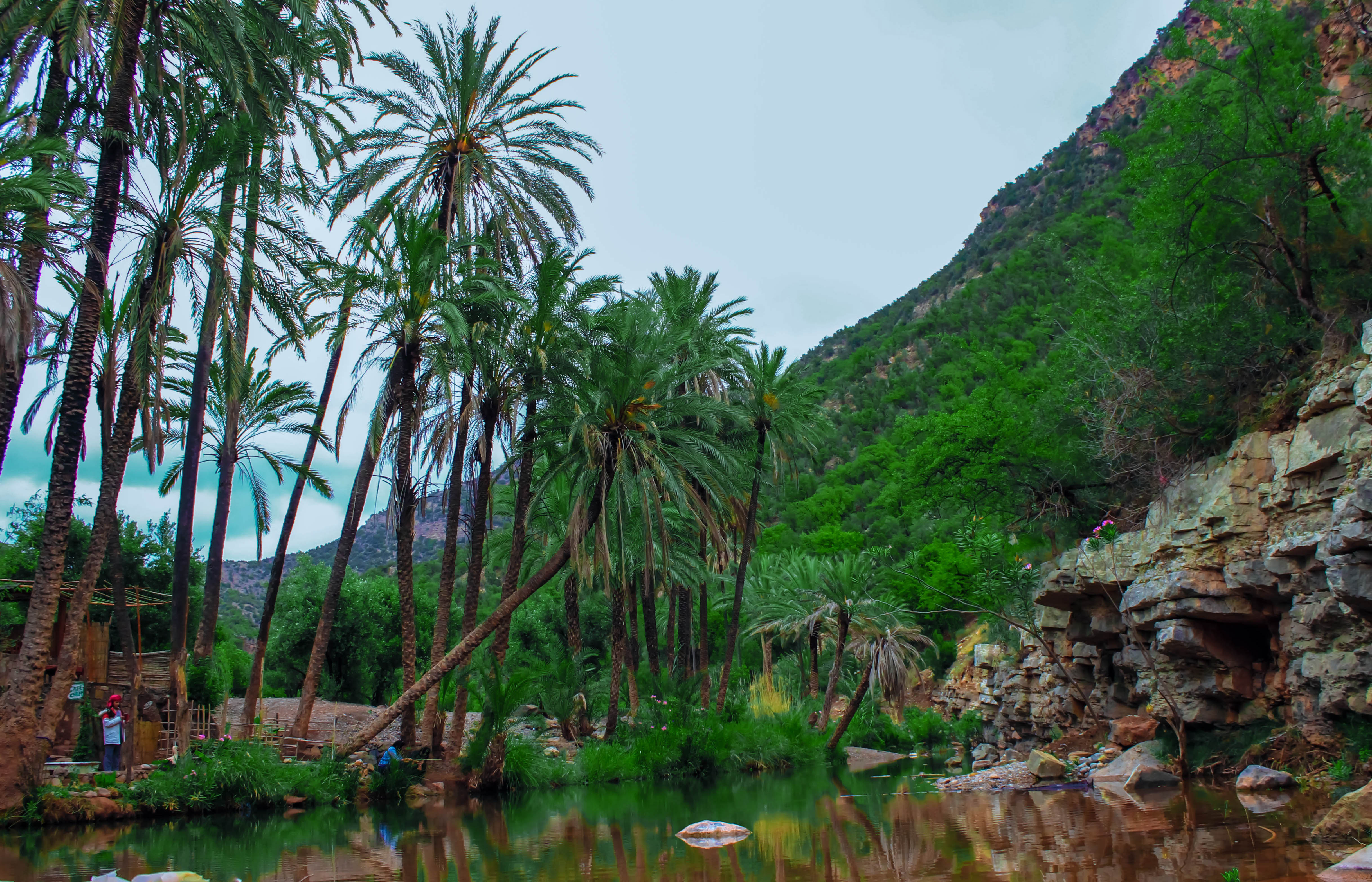
Paradise Valley

Paradise Valley est le nom donné à une partie de la vallée de la rivière Tamraght, dans les montagnes du Haut Atlas marocain. Elle est située à environ 20 km au nord d'Agadir.  La vallée est connue pour son abondance de bassins rocheux et de petites cascades.

## Galerie

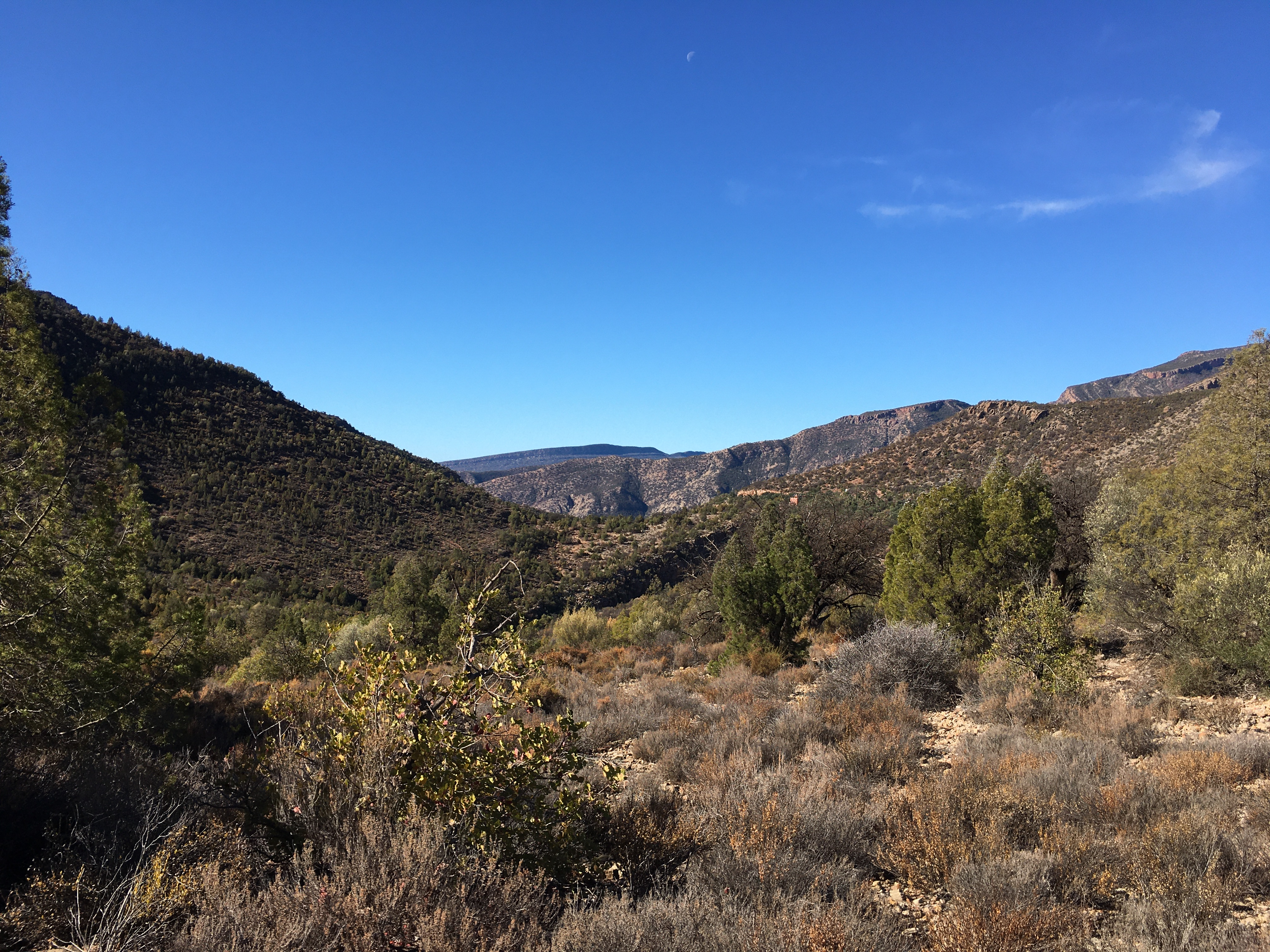
Vallée du Paradis
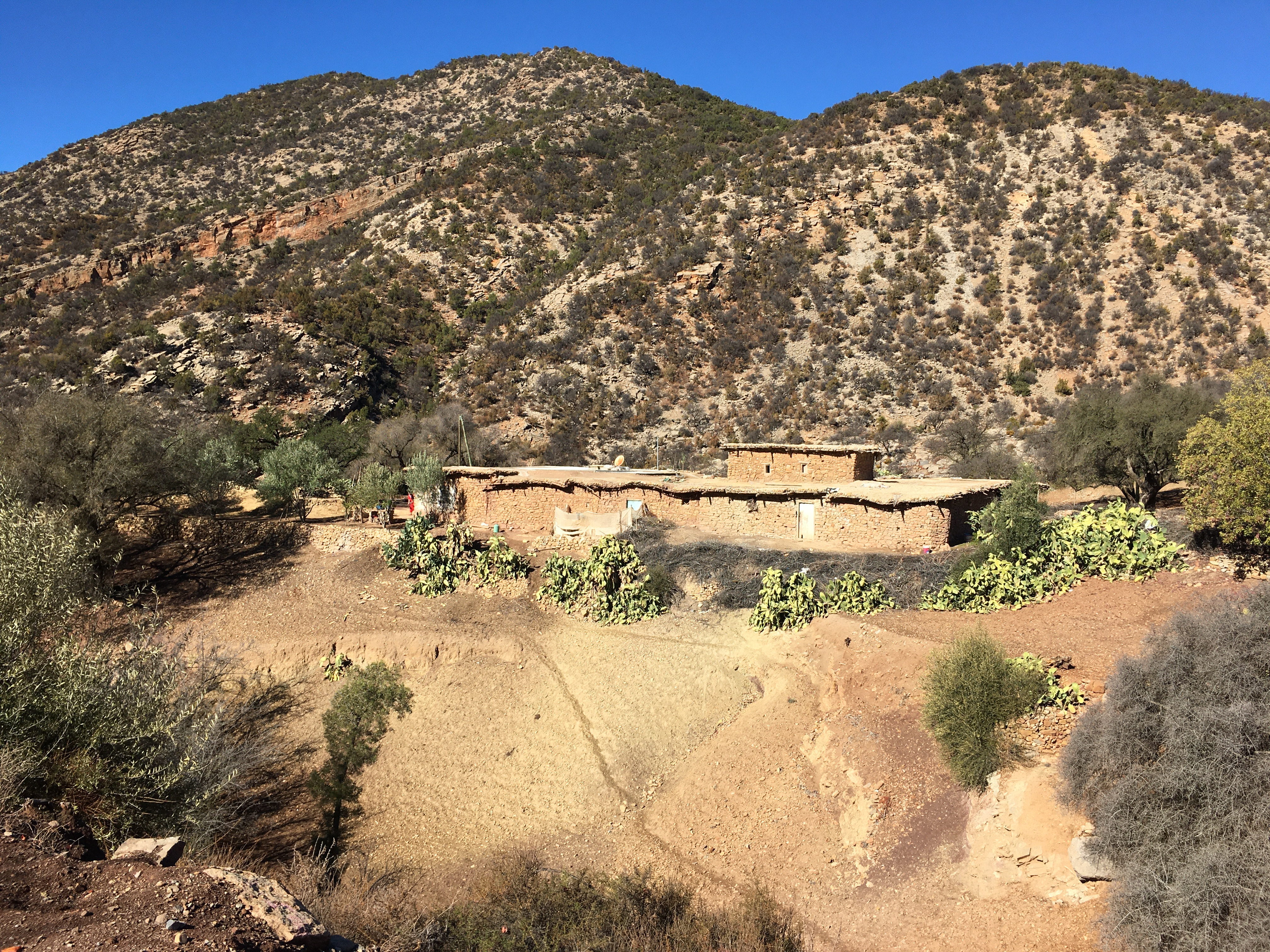
Maison, Vallée du Paradis
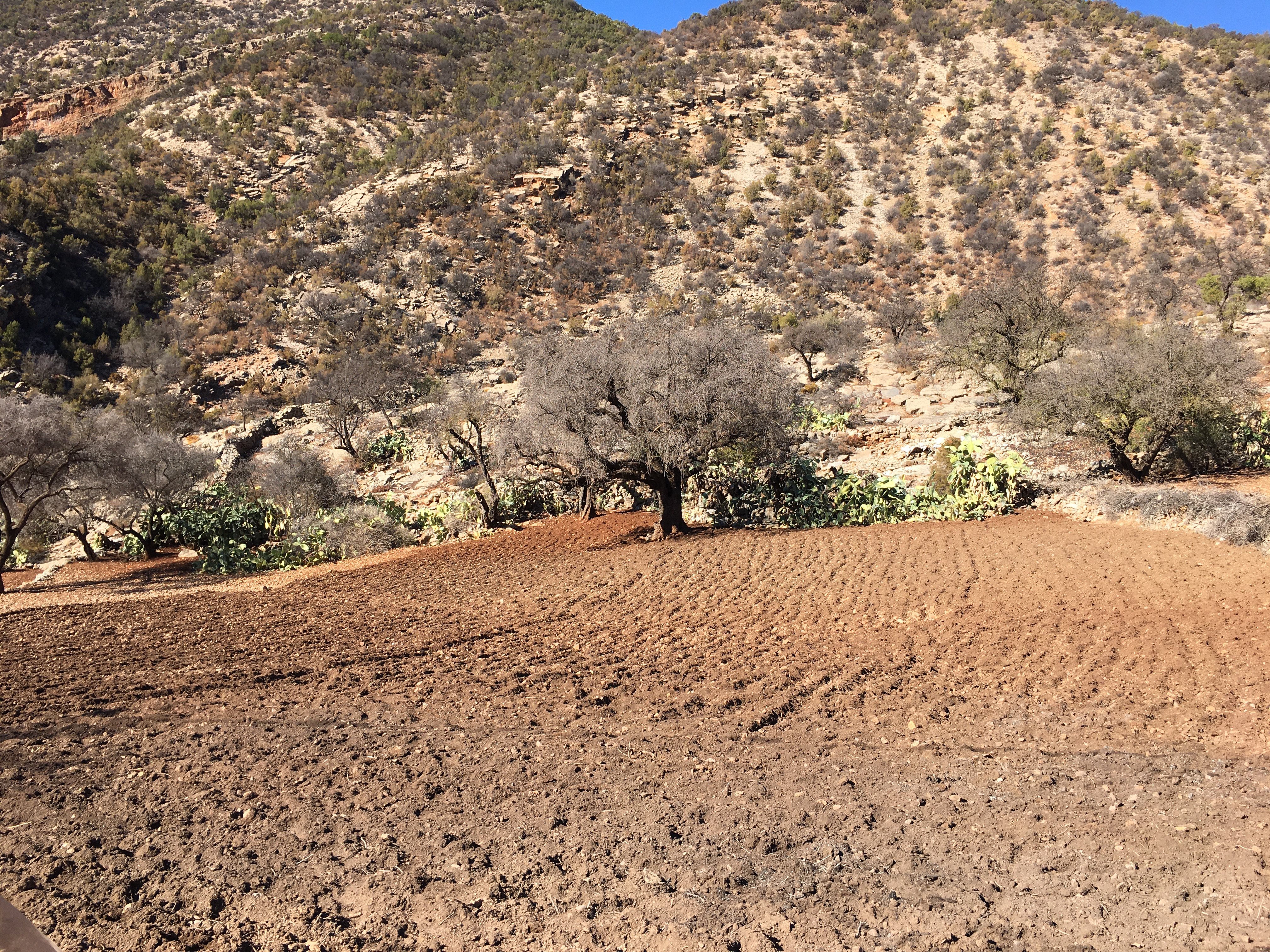
Champ dans la Vallée du Paradis
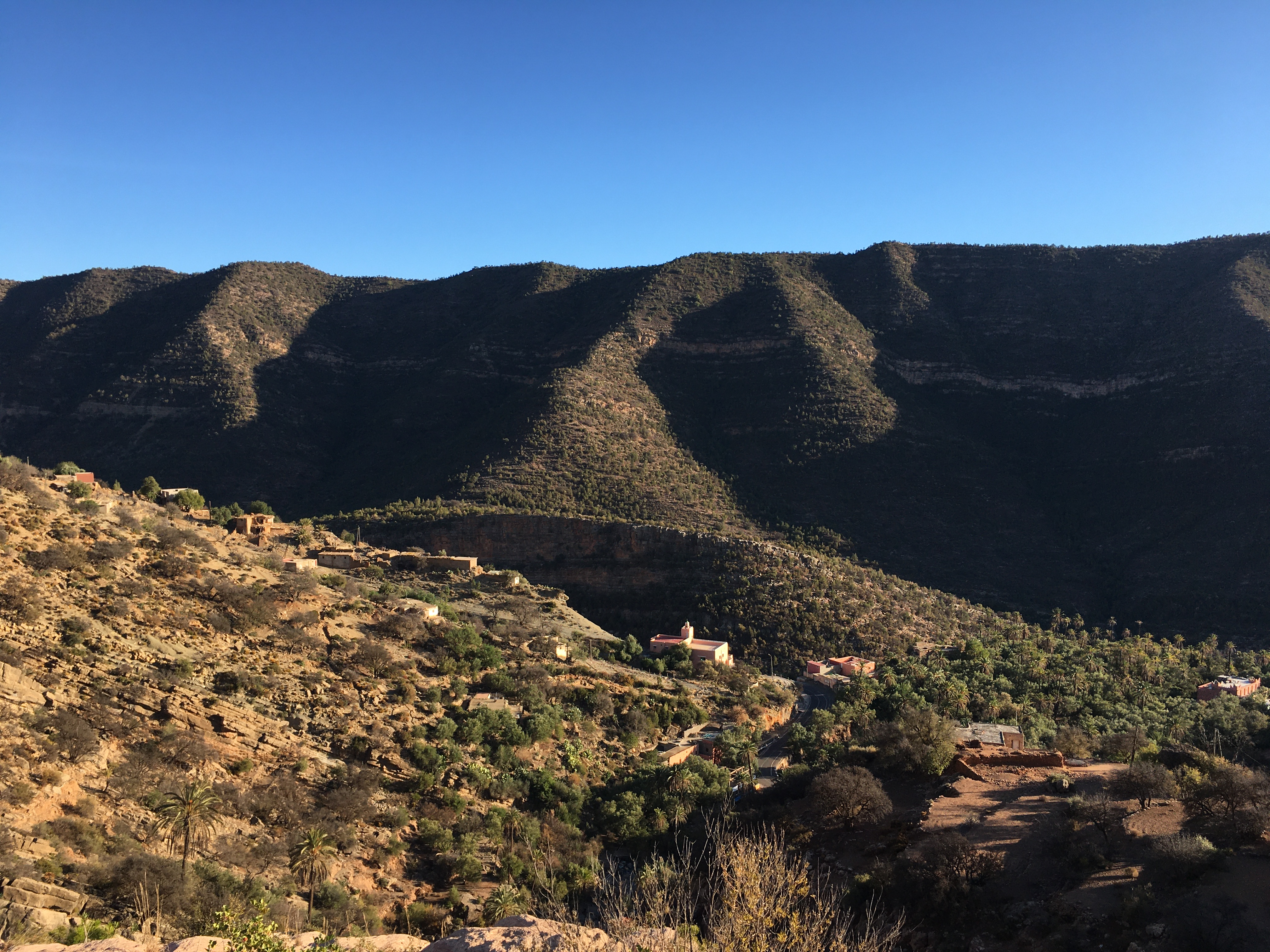
Vallée du Paradis en surplomb
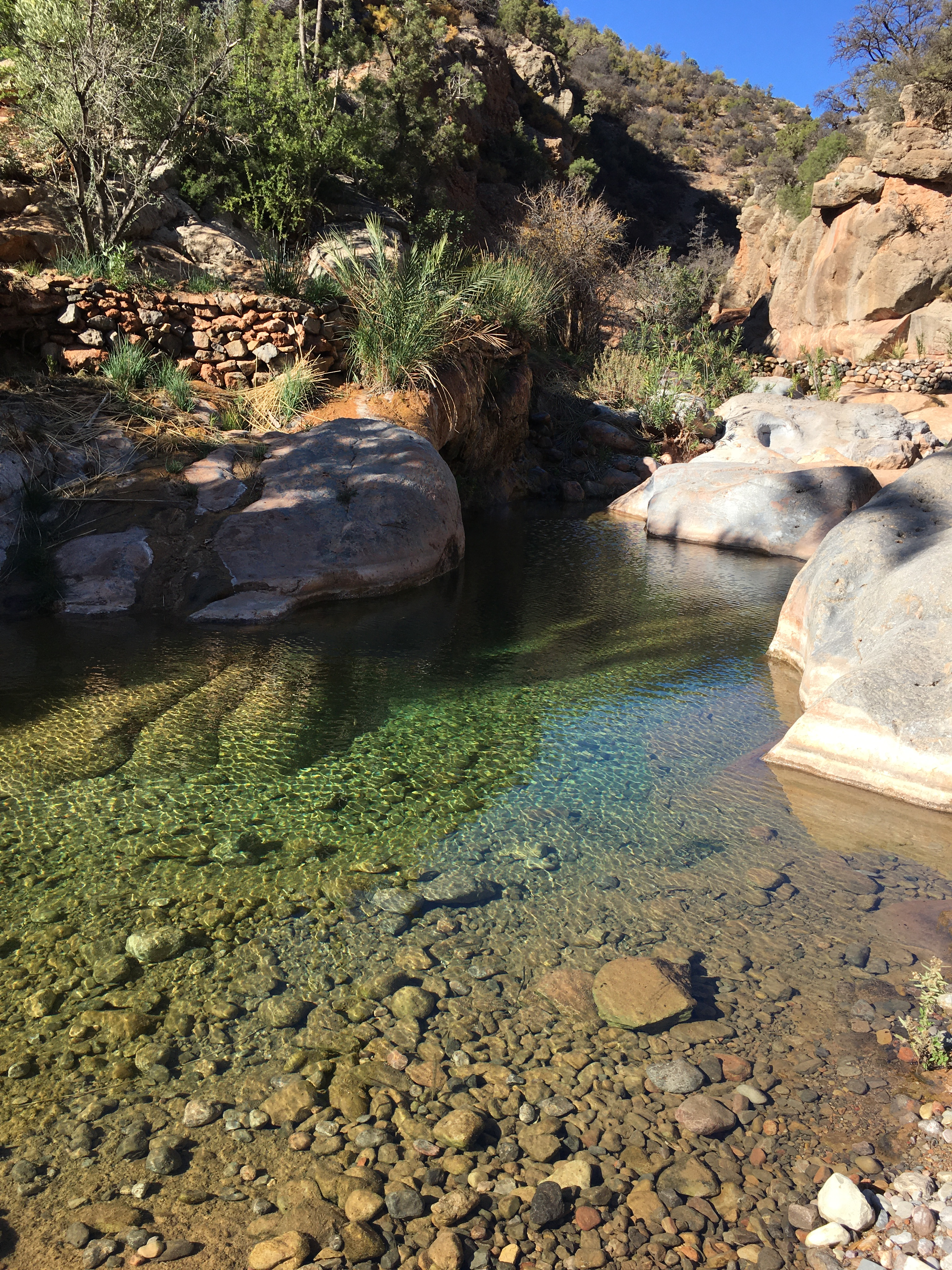
Piscine naturelle dans la Vallée du Paradis
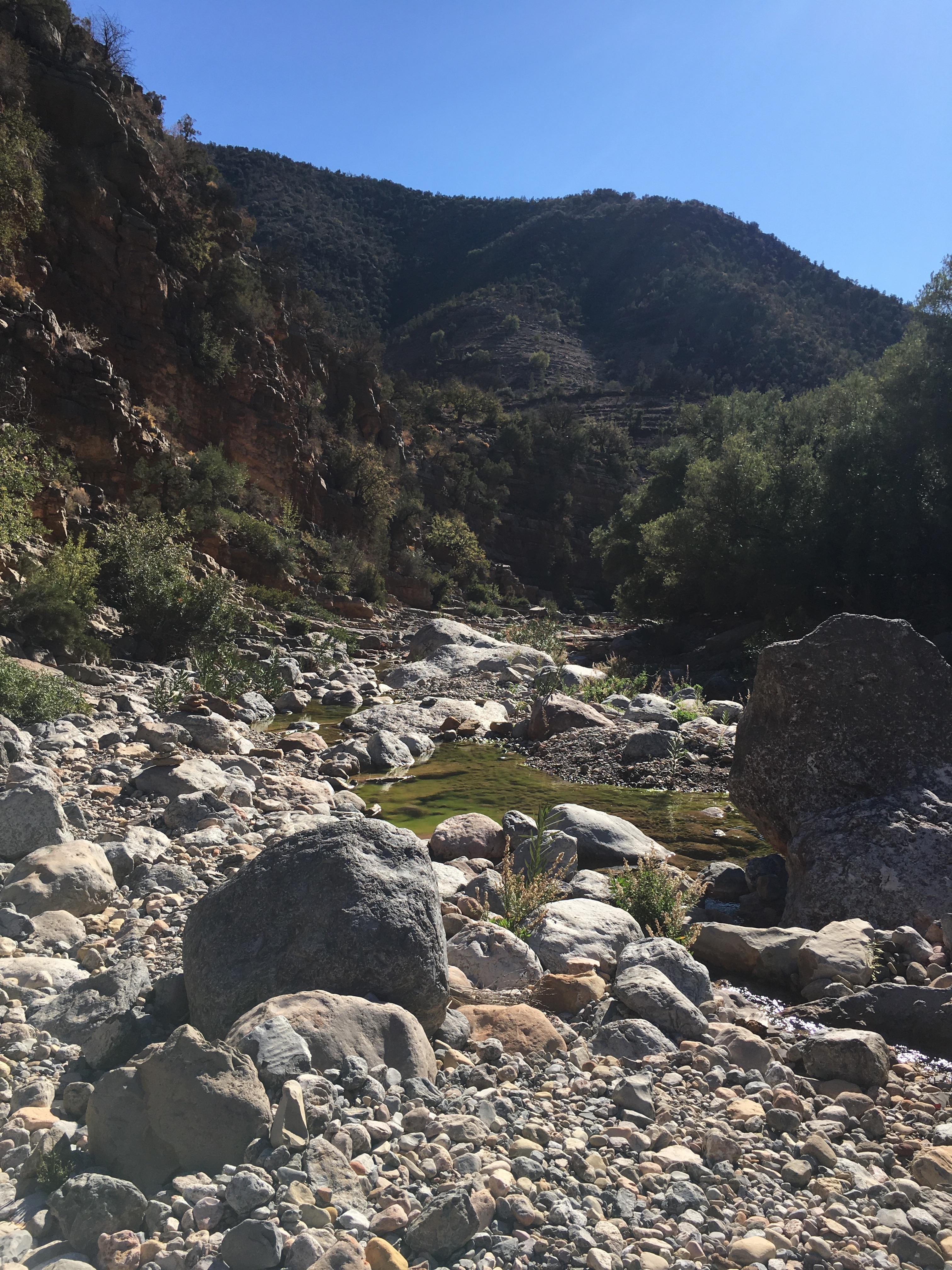
Lit de rivière asséché dans la Vallée du Paradis
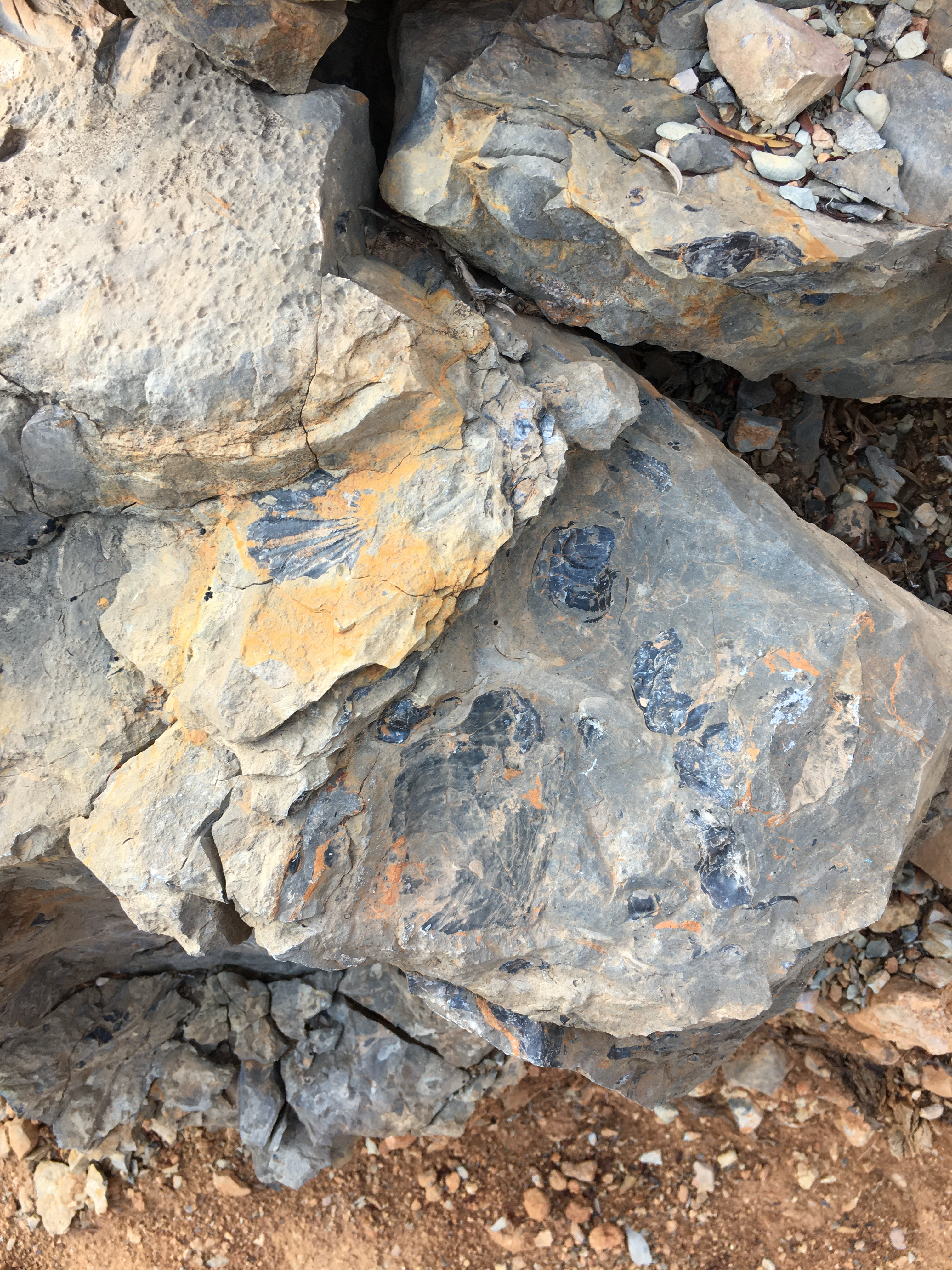
Fossiles dans la Vallée du Paradis